# Heidrun Hesse
Heidrun Hesse (* 14. Juli 1951 in Wittdün auf Amrum; † 25. Januar 2007 in Wyk auf Föhr) war eine deutsche Philosophin.

## Leben
Heidrun Hesse studierte an der Universität Tübingen zunächst Evangelische Theologie, dann Philosophie, Germanistik und Pädagogik auf Lehramt. 1984 promovierte sie in Tübingen im Fach Philosophie. In den Jahren 1988 bis 1993 war sie als Wissenschaftliche Mitarbeiterin mit Lehrauftrag an der Universität Tübingen tätig und nahm nebenher Lehraufträge an anderen Hochschulen wahr. 1994/95 vertrat sie die Professur „Ethik in den Biowissenschaften“ an der Universität Tübingen. Nach ihrer Habilitation 1998 in Tübingen war sie dort Privatdozentin und lehrte als Gast- und Vertretungsprofessorin an der TU Darmstadt und an den Universitäten in Ulm, Kassel und Marburg. Ihre Arbeitsschwerpunkte waren Rationalitätstheorie, Erkenntnistheorie, Wissenschaftsphilosophie, Handlungstheorie, Ethik und Sozialphilosophie.
Zuletzt hatte sie an einer Monographie mit dem Arbeitstitel „Kausalität – Hermeneutische Studien zur Bedeutung eines erfahrungswissenschaftlichen Konzepts“ gearbeitet. Heidrun Hesse starb im Alter von 55 Jahren an Krebs.

## Werke
- Vernunft und Selbstbehauptung – Kritische Theorie als Kritik der neuzeitlichen Rationalität, 1984, ISBN 3-596-27343-9, 2. Aufl. 1986
- „...wissen, wie die Natur es macht...“ – Zu Gerüchten, die Überwindung des mechanistischen Denkens betreffend, in: Heidrun Hesse (Hrsg.), Natur und Wissenschaft (Konkursbuch 14), 1985, ISBN 3-88769-214-4, S. 15–25
- Von Lämmern und Raubvögeln – Randbemerkungen zu Nietzsches „Genealogie der Moral“, in: Deutsche Zeitschrift für Philosophie, 5/1993, S. 895–904
- Eindrücke und Ideen. Die Funktion der Wahrnehmung, in: J. Kulenkampff (Hrsg.), Klassiker auslegen: Humes „Untersuchung des menschlichen Verstandes“,  1997, S. 37–52.
- Ordnung und Kontingenz – Handlungstheorie versus Systemfunktionalismus, 1999, ISBN 3-495-47927-9
- Bewusstsein – Fundament, Illusion, Rätsel?, in: Zur Sprache gebracht – Philosophische Facetten, Festschrift für Peter Novak, 2002, ISBN 3-928579-23-1, S. 75–90
- Was können wir wissen? Zu Voraussetzungen, Struktur und Grenzen der naturwissenschaftlichen Erforschung von Bewußtseinsphänomenen, in: Hermann/Pauen/Rieger/Schicktanz (Hg.), Bewusstsein – Perspektivenwechsel zwischen den Disziplinen, 2005